# 청색반점

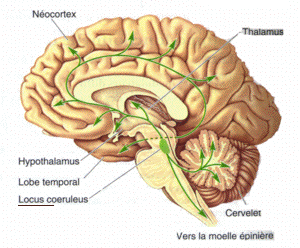

청색반점(locus ceruleus 또는 locus caeruleus 또는 locus coeruleus, LC) 또는 줄여서 청반은 스트레스와 공황에 대한 생리학적 반응과 관련된 뇌간의 교두에 있는 핵이다. 뇌간의 주요기능인 망상 활성화 시스템(reticular activating system 또는 뇌간 활성화시스템)의 일부이다. 또한 이는 망상체(reticular formation 또는 그물체)의 주요한 신경핵(nucleus)이기도 하다.

## 노르에피네프린
청반은 뇌와 척수 속에 분포하는 신경 세포체가 한 곳에 모여서 같은 기능을 갖는 세포 집단인 신경핵 중 노르에피네프린 계열 신경핵의 뇌간 활성화시스템이다.

## 같이 보기
- 흑색질
- 이득
- 적색핵
- 변연계